# João Pereira Forjaz de Lacerda
João de Paula Pereira Sarmento Forjaz de Lacerda (Angra, 19 de setembro de 1771 — Lisboa, 19 de outubro de 1841) foi um político miguelista, membro da Junta de Governo Interino de Angra (1823), 9.º morgado da Calheta, fidalgo cavaleiro da Casa Real (1818), comendador da Ordem de Cristo (1823), comendador da Ordem de Nossa Senhora da Conceição de Vila Viçosa (1823), vereador da Câmara de Angra e capitão-mor das ordenanças.

## Biografia
Nasceu em Angra no seio da aristocracia local, foi fidalgo cavaleiro da Casa Real (1818). Primogénito, foi morgado com vastas terras em São Mateus da Calheta e um dos mais influentes políticos terceirenses dos anos iniciais do século XIX, vereador da Câmara Municipal de Angra e capitão-mor das Ordenanças de Angra.
Quando aconteceu a revolta liberal de Angra em abril de 1821 optou pelo campo absolutista. Esta opção levou a que em 1823, quando ocorreu o fim da monarquia constitucional do vintismo e D. João VI foi aclamado rei absoluto, integrasse a Junta de Governo Interino de Angra que então se formou.
O governo interino da Terceira, criado em 1823 em substituição do capitão-general, foi estabelecido invocando-se a necessidade de manutenção da ordem pública que os absolutistas consideravam perigar em Angra. Da junta governativa então formada fizeram parte, além de João Forjaz de Lacerda, Roberto Luís de Mesquita Pimentel e Luís Meireles do Canto e Castro. Este governo interino, que esteve em funções até ao regresso do capitão-general Garção Stockler, apesar de acusado de perseguições injustas aos liberais, acabou por ser sancionado pelo poder régio e os seus membros louvados e condecorados.
Contudo, quando em 22 de junho de 1828 ocorreu a revolta do Regimento de Caçadores n.º 5, João Forjaz de Lacerda foi demitido do cargo de capitão-mor e obrigado a exilar-se para Lisboa. Permaneceu refugiado em Lisboa durante a Guerra Civil Portuguesa, acabando por ali falecer em 1841.
Foi comendador da Ordem de Cristo (1823) e da Ordem de Nossa Senhora da Conceição de Vila Viçosa (1823),